# Abdominea minimiflora
Abdominea minimiflora là một loài thực vật có hoa trong họ Lan. Loài này được (Hook.f.) J.J.Sm. mô tả khoa học đầu tiên năm 1917.